# Bentonville (Arkansas)
Bentonville è un centro abitato (city) degli Stati Uniti d'America, capoluogo della contea di Benton, nello Stato dell'Arkansas. Nel 2010 la popolazione era di 35 301 abitanti.

## Geografia fisica
Secondo i rilevamenti dello United States Census Bureau, Bentonville si estende su una superficie di 21,26 km².

## Economia
Bentonville è famosa per essere la sede legale di Walmart, la più grande catena di grandi magazzini al mondo.